# Sherpa Ang Rita
Sherpa Ang Rita (el. Ang Rita Sherpa) (født i 1948 i Nepal, død 21. september 2020) var en bjergbestiger ((sherpa), der bl.a. har stået på toppen af Mount Everest (8.848 m) 10 gange, og i alle 10 tilfælde uden kunstig tilførsel af ilt. Hans bedrifter i bjergene har givet ham tilnavnet Sneleoparden. Sherpa Ang Rita har været på toppen af mange af de allerhøjeste toppe, og han anses for at være en af verdens allerbedste bjergbestigere.